# Vitějovice
Vitějovice är en ort i Tjeckien.   Den ligger i regionen Södra Böhmen, i den sydvästra delen av landet, 120 km söder om huvudstaden Prag. Vitějovice ligger 513 meter över havet och antalet invånare är 436.
Terrängen runt Vitějovice är kuperad åt sydväst, men åt nordost är den platt. Runt Vitějovice är det glesbefolkat, med 14 invånare per kvadratkilometer. Närmaste större samhälle är Prachatice, 6,7 km sydväst om Vitějovice. I omgivningarna runt Vitějovice växer i huvudsak blandskog.